# Coahuila de Zaragoza
Coahuila de Zaragoza, Coauila de Saragoça ou simplesmente Coahuila, é um dos 31 estados do México, localizado ao norte do país, e fazendo fronteira com o estado americano de Texas ao norte, os estados mexicanos de Nuevo León a leste, San Luis Potosí e Zacatecas ao sul, e Durango e Chihuahua a oeste.
Coahuila é o terceiro maior Estado do país, possuindo uma área de 151,595 km2 , e uma população de 2.748,391 milhões de habitantes. A capital do estado é a cidade de Saltillo.
É um do Estados mais violentos do México. De acordo com reportagem da BBC, o grupo criminoso denominado "Zetas" (age de forma igual ao grupo terrorista DAESH no Oriente Médio) tinham controle sobre o Estado de Coahuila. 

## Economia
O estado tem cerca de 95% das reservas de carvão do México, sendo o estado com maior atividade mineradora do país.
A cidade de Torreón possui a Met-Mex Peñoles, uma empresa de mineração. A cidade é a maior produtora de prata do mundo e a maior produtora de ouro do México. Também possui a Lala, empresa de laticínios, que produz 40% do consumo de leite do México.

## Municípios do estado
- Anzaldua
- Acuña
- Allende
- Arteaga
- Candela
- Castaños
- Cuatrociénegas
- Escobedo
- Francisco Madero
- Frontera
- General Cepeda
- Guerrero
- Hidalgo
- Jiménez
- Juárez
- Lamadrid
- Matamoros
- Monclova
- Morelos
- Múzquiz
- Nadadores
- Nava
- Ocampo
- Parras
- Piedras Negras
- Progreso
- Ramos Arizpe
- Sabinas
- Sacramento
- Saltillo
- San Buenaventura
- San Juan de Sabinas
- San Pedro
- Sierra Mojada
- Torreón
- Viesca
- Villa Unión
- Zaragoza